# Scaptodrosophila subnitida
Scaptodrosophila subnitida är en tvåvingeart som först beskrevs av John Russell Malloch 1927.  Scaptodrosophila subnitida ingår i släktet Scaptodrosophila och familjen daggflugor.